# سفارة العراق في فنلندا
سفارة العراق في فنلندا هي أرفع تمثيل دبلوماسي لدولة العراق لدى فنلندا. تقع السفارة في هلسنكي وهي تهدف لتعزيز المصالح العراقية في فنلندا.

## وصلات خارجية
- قائمة سفارات العراق
- قائمة السفارات في فنلندا